# Miryam Gallego
Miryam Gallego (ur. 1976 w Ourense) – hiszpańska aktorka, znana głównie z roli Lukrecji de Santillana w serialu telewizyjnym Czerwony Orzeł.

## Życiorys
W wieku 18 lat wyjechała do Madrytu, by studiować sztukę teatralną w  (Real Escuela Superior de Arte Dramático), chociaż pierwsze role - epizody - zagrała już w swej ojczystej Galicji, m.in. w serialu Pratos combinados w TVG (Televisión de Galicia). W 1998 roku ukończyła studia w RESAD, a w 1999 roku skończyła także kurs pedagogiczny w dziedzinie nauczania ekspresji artystycznej. 
Następnie występowała epizodycznie w serialach takich jak: Policías, en el corazón de la calle lub El comisario, aż do uzyskania stałych ról w Periodistas jako Claudia Montero i Lobos jako Lucía Lobo. Zagrała również w filmie pt. Concursante obok takich hiszpańskich aktorów jak: Leonardo Sbaraglia, Chete Lera, Fernando Cayo, Myriam De Maeztu i Susana Mayo.
Latem 2007 roku Telecinco ogłosiło, że Miryam dołączy do obsady 14 sezonu Hospital Central. W latach 2009-2016 grała Lukrecję w Czerwonym Orle.
Regularnie występuje też w rolach teatralnych.
W życiu osobistym jest żoną Eduarda Alonso Chacóna (syn hiszpańskiej pisarki Dulce Chacón). Para ma troje dzieci: córkę Lunę i bliźniaków Otto i Neo.

## Kariera[1]

### Filmy
- 2007 - Concursante (reż. Rodrigo Cortés) jako Laura
- 2011 - La voz dormida (reż. Benito Zambrano) jako Doña Amparo
- 2011 - Hiszpańska intryga (Águila Roja: la Película, reż. José Ramón Ayerra) jako Markiza (Marquesa) de Santillana
- 2013 - Paraiso (reż. Mariana Chenillo)
- 2025 - Romería (reż. Carla Simón)

### Telewizja
Postacie stałe: 
- 2000-2002 Periodistas jako Claudia Montero
- 2005 Lobos jako Lucía Lobo
- 2007 Hospital Central jako Merche
- 2009-2016 Czerwony Orzeł (Águila roja) jako Lukrecja, Markiza de Santillana (Lucrecia, La Marquesa de Santillana)
- 2019 Secretos de estado jako Ana Chantalle
- 2019 Instinto jako Sara
- 2021 Sequía jako Paula Barbosa
- 2023 4 estrellas
- 2023-2024 La Moderna

Postacie epizodyczne: 
- 1995-1997 Pratos combinados
- 1998 Encuentros
- 1999 Un perro ladra en la tormenta odc. 4
- 2000 El comisario jako La Jauría
- 2000 Policías, en el corazón de la calle jako Sonia
- 2006 Aída odc. 38
- 2007 Génesis, en la mente del asesino odc. 21
- 2017 El Ministerio del Tiempo

### Teatr
- 2016 Numancia jako Lira
- 2015: Don Juan en Alcalá jako Doña Inés de Ulloa
- 2008: Król Lear (El rey Lear) jako Kordelia
- 2002-2003: Arsénico, por favor, jako Elena
- 2001: Roberto Zucco jako La chiquilla
- 1999: Combate de Negro y de Perros jako Leona
- 1999: El Motel de los Destinos Cruzados
- 1998: Santa Cruz
- 1998: Krwawe gody (Bodas de Sangre) jako Narzeczona i Księżyc
- 1997: Roberto Zucco jako La chiquilla
- 1995-1997: A Esmorga

## Nominacje i nagrody
Premios ACE
| Rok  | Kategoria                  | Film/Serial    | Rezultat |
| ---- | -------------------------- | -------------- | -------- |
| 2011 | Telewizyjna osobowość roku | Czerwony Orzeł | Nagroda  |

Fotogramas de Plata
|      | Kategoria                     | Film/Serial    | Rezultat  |
| ---- | ----------------------------- | -------------- | --------- |
| 2010 | Najlepsza aktorka telewizyjna | Czerwony Orzeł | Nominacja |

Premios Iris
| Rok  | Kategoria         | Film/Serial    | Rezultat  |
| ---- | ----------------- | -------------- | --------- |
| 2011 | Aktorka serialowa | Czerwony Orzeł | Nominacja |